# Stenobrachius leucopsarus
Stenobrachius leucopsarus és una espècie de peix de la família dels mictòfids i de l'ordre dels mictofiformes.

## Morfologia
- Els mascles poden assolir 13 cm de longitud total.
- Nombre de vèrtebres: 35-38.[2][3]

## Reproducció
És ovípar amb larves i ous planctònics.

## Alimentació
Menja peixos, copèpodes i eufausiacis.

## Depredadors
És depredat per Anoplopoma fimbria (Alaska), Brama japonica, Theragra chalcogramma (Alaska), Pleurogrammus monopterygius (Illes Kurils), Atheresthes evermanni (Illes Kurils), Reinhardtius hippoglossoides, Salmonidae, Thunnus alalunga (Estats Units), Sebastes flavidus, Tactostoma macropus (Illes Kurils), Bathyraja maculata (Rússia), Bathyraja matsubarai (Rússia), Prionace glauca (Estats Units) i diversos ocells marins (Alaska).

## Hàbitat
És un peix marí i d'aigües profundes que viu entre 0-3.400 m de fondària.

## Distribució geogràfica
Es troba des del Japó fins al Mar de Bering i el nord de la Península de Baixa Califòrnia (Mèxic).

## Longevitat
Pot arribar a viure 8 anys.